# Danh sách trò chơi console của Nintendo
Danh sách trò chơi trên máy chơi trò chơi điện tử Nintendo bao gồm các trò chơi điện tử do Nintendo cung cấp. Danh sách bao gồm danh sách các trò chơi dành cho máy chơi trò chơi điện tử gia đình, máy chơi trò chơi điện tử cầm tay, máy chơi trò chơi điện tử lai và các máy khác. Đối với trò chơi điện tử Nintendo và các sản phẩm khác, hãy xem Danh sách sản phẩm của Nintendo.

## Máy chơi trò chơi điện tử gia đình
- Danh sách trò chơi Family Computer
- Danh sách trò chơi Nintendo Entertainment System
- Danh sách trò chơi Super Nintendo Entertainment System
- Danh sách trò chơi Nintendo 64
- Danh sách trò chơi GameCube
- Danh sách trò chơi Wii
- Danh sách trò chơi Wii U

## Máy chơi trò chơi điện tử cầm tay
- Danh sách trò chơi Game Boy
- Danh sách trò chơi Virtual Boy
- Danh sách trò chơi Game Boy Color
- Danh sách trò chơi Game Boy Advance
- Danh sách trò chơi Nintendo DS
- Danh sách trò chơi Nintendo 3DS

## Máy chơi trò chơi điện tử lai
- Danh sách  trò chơi Nintendo Switch

## Khác
- Danh sách trò chơi Super Game Boy